# Râul Valea Iașului
Râul Valea Iașului este unul afluent al râului Argeș. 

## Hărți
- Harta Județul Argeș
- Munții Făgăraș  Arhivat în 8 septembrie 2013, la Wayback Machine.
- Alpinet - Munții Făgăraș